# Cyryl Romanow
Cyryl Władimirowicz Romanow (ros. Кирилл Владимирович, Kiriłł Władimirowicz, ur. 30 września?/12 października 1876 w Carskim Siole, zm. 12 października 1938 w Neuilly-sur-Seine) – wielki książę Rosji, głowa rosyjskiej rodziny carskiej i tytularny imperator Wszechrosji od 1924 roku do swojej śmierci.

## Życiorys
Cyryl urodził się w Carskim Siole. Jego ojcem był wielki książę Włodzimierz Aleksandrowicz, trzeci syn cara Aleksandra II, a matką Maria Pawłowna Starsza, z domu księżniczka Mecklenburg-Schwerin.
W czasie wojny rosyjsko-japońskiej służył, jako pierwszy oficer w rosyjskiej marynarce wojennej na pancerniku „Pietropawłowsk”, który zatonął na japońskiej minie.
8 grudnia 1905 w Niemczech poślubił w tajemnicy księżniczkę Wiktorię Melitę Koburg. Wiktoria Melita była córką Alfreda, księcia Edynburga, i wielkiej księżnej Rosji Marii Aleksandrowny Romanowej. Była wnuczką królowej brytyjskiej, Wiktorii, ale już raz zamężna – rozwiodła się. Ich małżeństwo nie spotkało się z entuzjazmem rodziny Romanowów. Para miała troje dzieci:
- Marię Kiriłłowną (1907–1951), żonę Fryderyka Karola, księcia Leiningen
- Kirę Kiriłłowną (1909–1967), żonę Ludwika Ferdynanda, księcia Prus
- Włodzimierza Kiriłłowicza (1917–1992), głowę rosyjskiej rodziny carskiej

W czasie rewolucji październikowej Cyryl z rodziną wyjechał do Finlandii, a następnie do Coburga w Niemczech i Francji. 31 sierpnia 1924 Cyryl, jako pierwszy w kolejności do tronu, przyjął tytuł cara Rosji.